# ریسک (فیلم ۲۰۰۱)
«ریسک» (انگلیسی: Risk (2001 film)) یک فیلم استرالیایی به کارگردانی آلن وایت است که در سال ۲۰۰۱ منتشر شد. داستان فیلم در مورد کلاهبرداری در بیمه است. از بازیگران آن می‌توان به برایان براون، جیسون کلارک، کلاودیا کاروان  و تام لانگ اشاره کرد.